# Daniel Florea
Daniel Florea (Vaslui, 18 december 1975) is een Roemeense voetballer, die geboren is in de stad Vaslui. Normaal gesproken fungeert hij als linkerverdediger binnen de lijnen. De huidige club van Florea is de Roemeense tweedeklasser Dunărea Galați.

## Oțelul Galați
Daniel Florea begon zijn professionele voetbalcarrière bij de Roemeense middenmoter Oțelul Galați. Dit was in het seizoen 1993/1994. Zijn debuut maakte hij op 1 december 1993 tegen UT Arad. Die wedstrijd eindigde in dezelfde stand als dat het begon, 0-0. Na het eerste seizoen groeide Florea uit tot een van de belangrijkste spelers voor de club uit Galați. Vanwege zijn goede spel verdiende hij in de zomer van 1997 een transfer naar een van de Roemeense topclubs. In totaal speelde Daniel Florea 84 wedstrijden voor Oțelul Galați, waarin hij tweemaal het net wist te vinden.

## Eerste keer Dinamo București
In 1997 maakte Daniel Florea de overstap naar de Roemeense topclub Dinamo București. Net als bij Oțelul werd Florea ook hier een belangrijke kracht. Met Dinamo wist hij onder andere het landskampioenschap te veroveren in 2000. Met Boekarest maakt Florea ook zijn debuut in het Europees voetbal. Hij zou tot en met het jaar 2001 bij de tweede club van Boekarest blijven spelen. Daarna vertrok hij voor het eerst in zijn carrière naar het buitenland. In totaal speelde Florea 94 wedstrijden in zijn eerste periode bij Dinamo. Daarin scoorde hij drie keer.

## Sjachtar Donetsk
Daniel Florea maakte in 2001 de overstap naar een buitenlandse topclub. Dit was de Oekraïense vereniging Sjachtar Donetsk. Bij Sjachtar was Florea minder belangrijk dan bij de clubs uit zijn vaderland. Hij kwam echter wel nog redelijk vaak aan spelen toe. Met de club won hij onder andere het Oekraïens landskampioenschap en wist hij zich te plaatsen voor de Champions League. Florea zou tot en met 2004 bij Sjachtar blijven spelen, waarna hij de club voor een andere Oekraïense club verliet. In totaal speelde hij 58 wedstrijden voor Sjachtar en trof daarin één keer doel.

## Metalurh Zaporizhya, Metalurh Donetsk en tweede keer Dinamo București
In 2004 maakte Daniel Florea de overstap van Sjachtar Donetsk naar een kleinere club uit Oekraïne. Dit was Metalurh Zaporizhya. Hij zou het bij deze club echter niet langer dan een seizoen uithouden. Daarna vertrok Daniel Florea alweer en ging op weg naar zijn derde Oekraïense club. Dit was Metalurh Donetsk. Daar wist hij het zo mogelijk nog korter uit te houden, namelijk een half jaar. Daarna vertrok hij naar een oude bekende van hem, Dinamo București waar hij ook slechts een half jaar zou spelen. Voor alle drie de clubs kwam hij in deze periode steeds dertien keer in actie. Scoren deed hij niet.

## APOEL Nicosia en terugkeer naar Roemenië
Van 2006 tot 2009 kwam Daniel Florea uit voor de Cypriotische topclub APOEL Nicosia. Met de Cyprioten wist hij in 2007 en 2009 het Cypriotisch kampioenschap te winnen. Daarnaast won hij met APOEL in 2008 ook nog de Beker en de Supercup. In de zomer van 2009 verliet hij transfervrij de club. Een jaar later ging hij in eigen land voetballen bij tweedeklasser Dunărea Galați.

## Interlandcarrière
Daniel Florea werd voor het eerst opgeroepen voor het Roemeense nationale team in het jaar 1999. Onder leiding van bondscoach Victor Pițurcă maakte hij zijn debuut op 3 maart 1999 in de vriendschappelijke thuiswedstrijd tegen Estland (2-0), net als Tiberiu Lung (Universitatea Craiova), Cătălin Hîldan (Dinamo Boekarest), Dumitru Mitriţă (sc Heerenveen), Eugen Trică (Steaua Boekarest), Ion Luţu (Steaua Boekarest), Ionel Ganea (Rapid Boekarest) en Ionel Dănciulescu (Steaua Boekarest). Florea viel in dat duel na 88 minuten in voor Mitriţă. Sindsdien heeft hij nog maar twee wedstrijden voor Roemenië mogen spelen. Hierdoor staat de teller qua interlandcaps voor Florea op drie. Daarin wist hij niet te scoren.

## Erelijst
- Liga 1: 2000 (Dinamo București)
- FRF Cup: 2000, 2001 (Dinamo București)
- Vysjtsja Liha: 2002 (Sjachtar Donetsk)
- Oekraïense voetbalbeker: 2002, 2004 (Sjachtar Donetsk)
- A Divizion: 2007, 2009 (APOEL Nicosia)
- Beker van Cyprus: 2008 (APOEL Nicosia)